# MiHoYo
A Hoyoverse (antigamente miHoYo; chinês: 米哈游; pinyin: Mǐhāyóu) é uma empresa chinesa de desenvolvimento de jogos eletrônicos e animação digital sediada em Xangai, China. A empresa foi fundada em 2012 por três estudantes da Universidade Jiao Tong de Xangai, atualmente empregando milhares de pessoas.

## História
A empresa foi fundada em 2012 por três estudantes da Universidade Jiao Tong, em Xangai, que decidiram desenvolver jogos baseados em anime. 
Inicialmente em 2010 a equipe desenvolveu uma engine baseada nos jogos de Isometric Tile, a equipe batizou de "Misato Engine" ou "Misato2D" usando o Adobe Flash Player. A inspiração do nome é de Misato Katsuragi de Neon Genesis Evangelion. Usando sua engine, eles fizeram um jogo chamado Legend Of Saha (娑婆物语)  em Flash para o concurso China Game Developers Conference (CGDC) que ocorreria em Julho de 2010. Eles ganharam um prêmio de CYN 30.000 da Shanda Games e ainda foram terceirizados para fazer um jogo chamado Bubble Hero (泡泡英雄).
Um de seus primeiros jogos a atingir sucesso foi Guns GirlZ, lançado em 2014, embora o público alcançado tenha se concentrado na Ásia. A motivação por trás da criação é que os desenvolvedores fizeram um jogo que gostariam de jogar, já que não encontravam nas lojas de aplicativos.
Desde então, a miHoYo alcançou sucesso, principalmente nas plataformas móveis, com o lançamento de jogos com gráficos baseados em anime. Após receber recepção favorável regionalmente, a empresa ganhou maior alcance global com o lançamento de Honkai Impact 3rd. Em 30 de julho de 2020 lança Tears of Themis e em 28 de setembro do mesmo ano lança seu jogo mais popular, Genshin Impact. Em 26 de abril de 2023 lançou Honkai: Star Rail, outro jogo que participa da série Honkai. E o mais novo jogo Zenless Zone Zero que teve lançamento dia 4 de julho de 2024.

## Significado
O nome miHoYo possui uma construção interessante. O nome se trata de uma combinação das iniciais "H" e o "Y" de Cai Haoyu e Luo Yuhao. A adição da letra "O" foi por causa de empresas grandes como Google, Facebook e Microsoft e adotaram a padronização de duas letra "O" ao nome. o "mi" reverencia a ídolo virtual do software VOCALOID, Hatsune Miku, já que além dos fundadores se intitulavam fãs da artista e também por ela possuir um enorme sucesso no gênero que atua, animes e mundo Otaku, ela também é a voz que canta as músicas até Zombiegal Kawaii, em Guns GirlZ ela é substituída por versões novas das músicas de Zombiegal Kawaii com vozes reais.

## Jogos desenvolvidos
| Ano de Lançamento | Título            | Estado                                         |
| ----------------- | ----------------- | ---------------------------------------------- |
| 2011              | FlyMe2theMoon     | Inativo                                        |
| 2012              | Zombiegal Kawaii  | Inativo                                        |
| 2014              | Guns GirlZ        | Servidor Global inativo Servidor Japonês ativo |
| 2016              | Honkai Impact 3rd | Ativo                                          |
| 2020              | Tears of Themis   | Ativo                                          |
| 2020              | Genshin Impact    | Ativo                                          |
| 2023              | Honkai: Star Rail | Ativo                                          |
| 2024              | Zenless Zone Zero | Ativo                                          |

## Mudanças na Publicadora
Em 2021, a miHoYo, teve que mudar sua desenvolvedora nos seus jogos como "COGNOSPHERE" e mudou seu nome para HoYoVerse. Essas mudanças foram feitas no mundo todo, menos na China, com sede em Singapura. O motivo por trás da mudança foi, supostamente de acordo com rumores, porque o governo chinês estava reclamando com a empresa por conta do jogo ser muito explícito (em questão de mulheres) e haver personagens homens afeminados ou parecidos com mulheres.